# Lista över svenska militära automatkanoner
Detta är en lista över alla automatkanoner som använts i den svenska försvarsmakten (tidigare krigsmakten) efter kaliber. En automatkanon definieras här som automateldvapen vars huvudsakliga ammunition utgörs av granatammunition med överljudshastighet (ca 330 m/sek). Därav listas vapen med kaliber lägre än 20 mm samt vapen som inte betecknats automatkanon historiskt men inga granatsprutor, vars granater traditionellt flyger långsammare än ljudets hastighet.
Efter respektive svensk beteckning står det internationella namnet för vapnet. Ett versalt M i modellbeteckningen innebär att det är marinen som antagit modellen.

## Antagna pjäser
12,7 mm
- 12,7 mm automatkanon m/39 (13,2 mm FN Browning) – flygplanspjäs
- 12,7 mm automatkanon m/40 (12,7 mm Breda-SAFAT) – flygplanspjäs
- 12,7 mm automatkanon m/45 (.50 mm AN-M2 Browning) – flygplanspjäs
- 12,7 mm kulspruta m/88 (12,7 mm FN M2 HB QCB) – allmålspjäs

13,2 mm
- 13,2 mm automatkanon m/39 (13,2 mm FN Browning) – flygplanspjäs
- 13,2 mm kulspruta M/It (Breda Mod. 31) – allmålspjäs

20 mm
- 20 mm automatkanon M/38 (Breda 20/65 modello 35) – luftvärnspjäs
- 20 mm automatkanon m/39 (2 cm FlaK 30) – luftvärnspjäs
- 20 mm automatkanon m/40 (Bofors 20 mm luftvärnsautomatkanon L/70) – luftvärnspjäs, pansarvärnspjäs
- 20 mm automatkanon m/41 (Hispano-Suiza HS-404) – luftvärnspjäs, flygplanspjäs
- 20 mm automatkanon m/45 (Bofors 20 mm flygplanautomatkanon L/70) – flygplanspjäs, allmålspjäs
- 20 mm automatkanon m/46 (20 mm Hispano Mk. II) – flygplanspjäs
- 20 mm automatkanon m/47 (20 mm Hispano Mk. V) – flygplanspjäs, allmålspjäs
- 20 mm automatkanon m/49 (Bofors 20 mm automatkanon m/49) – flygplanspjäs

25 mm
- 25 mm tvåpipig kulspruta M/1874 (Nordenfelt 25,4 millimeters kanon) – sjömålspjäs
- 25 mm fyrpipig kulspruta M/1877 (Nordenfelt 25,4 millimeters kanon) – sjömålspjäs
- 25 mm tvåpipig kulspruta M/1884 (Nordenfelt 25,4 millimeters kanon) – sjömålspjäs
- 25 mm fyrpipig kulspruta M/1887 (Nordenfelt 25,4 millimeters kanon) – sjömålspjäs
- 25 mm tvåpipig kulspruta M/1892 (Nordenfelt 25,4 millimeters kanon) – sjömålspjäs
- 25 mm kulspruta M/22, senare 25 mm automatkanon M/22 (Vickers-Terni 25,4 millimeters kanon) – ubåtspjäs
- 25 mm kulspruta m/32, senare 25 mm automatkanon m/32 (Bofors 25 mm luftvärnsautomatkanon L/64) – luftvärnspjäs, ubåtspjäs

27 mm
- 27 mm automatkanon m/85 (27 mm Mauser BK) – flygplanspjäs

30 mm
- 30 mm automatkanon m/55 (30 mm ADEN automatkanon) – flygplanspjäs
- 30 mm automatkanon m/75 (Oerlikon KCA) – flygplanspjäs

40 mm
- 40 mm automatkanon M/17 (Vickers-Terni 40 mm automatkanon) – sjömålspjäs, luftvärnspjäs
- 40 mm automatkanon M/22 (Vickers-Terni 40 mm automatkanon) – sjömålspjäs, luftvärnspjäs
- 40 mm automatkanon M/32, senare även 40 mm automatpjäs M/32 (Bofors 40 mm luftvärnsautomatkanon L/43) – luftvärnspjäs, ubåtspjäs
- 40 mm automatkanon m/36, senare även 40 mm automatpjäs M/36 (Bofors 40 mm luftvärnsautomatkanon L/60) – luftvärnspjäs
- 40 mm automatkanon m/38 (Bofors 40 mm luftvärnsautomatkanon L/60) – luftvärnspjäs
- 40 mm automatkanon m/39 (Bofors 40 mm luftvärnsautomatkanon L/60) – luftvärnspjäs
- 40 mm automatkanon m/40 (Bofors 40 mm luftvärnsautomatkanon L/60) – luftvärnspjäs
- 40 mm automatkanon m/48, senare även 40 mm automatpjäs M/48, senare 40 mm automatpjäs Mk2 (Bofors 40 mm luftvärnsautomatkanon L/70) – luftvärnspjäs
- 40 mm automatkanon m/70B (Bofors 40 mm automatkanon L/70B) – luftvärnspjäs, allmålspjäs

57 mm
- 57 mm automatkanon m/47 (Bofors 57 mm flygplanautomatkanon L/50) – flygplanspjäs
- 57 mm automatkanon M/50, senare även 57 mm automatpjäs M/50 (57 mm sjöautomatkanon L/60) – allmålspjäs
- 57 mm automatkanon m/54 (Bofors 57 mm luftvärnsautomatkanon L/60) – luftvärnspjäs
- 57 mm automatkanon M/70, senare 57 mm automatpjäs 7101 och 7102 (Bofors 57 mm sjöautomatkanon L/70) – allmålspjäs
- 57 mm automatpjäs 7103, senare 57 mm allmålspjäs Mk2 (Bofors 57 mm sjöautomatkanon L/70) – allmålspjäs
- 57 mm allmålspjäs Mk3 (Bofors 57 mm sjöautomatkanon L/70) – allmålspjäs

75 mm
- 7,5 cm tornpjäs M/57 (Bofors 75 mm tornautomatkanon L/57) – kustartilleripjäs

105 mm
- 10,5 cm automatpjäs M/50 (Bofors 105 mm tornautomatkanon L/54) – kustartilleripjäs
- 10,5 cm kanon strv 103 (Bofors 105 mm stridsvagnskanon L/62) – stridsvagnspjäs

120 mm
- 12 cm kanon M/44 (Bofors 120 mm tornkanon L/50) – allmålspjäs
- 12 cm automatkanon M/50, senare 12 cm automatpjäs M/50 (Bofors 120 mm kustautomatkanon L/46) – allmålspjäs
- 12 cm automatkanon 4501 (Bofors 120 mm fältautomatkanon L/46) – luftvärnspjäs
- 12 cm automatpjäs M/70, senare 12 cm automatpjäs 9101 och 9102 (Bofors 12 cm tornautomatkanon L/62 ERSTA) – kustartilleripjäs

152 mm
- 15,2 cm kanon M/42 (Bofors 15,2 cm tornkanon L/50) – allmålspjäs

155 mm
- 15,5 cm kanon m/60 (Bofors VK 155 L/50) – artilleripjäs

## Försökspjäser
20 mm försök
- Automatkanon 20 mm LV Becker Typ 2[1] – luftvärnspjäs?
- 20 mm kulspruta L/44 m/34 (Bofors 20 mm automatkanon L/44) – flygplanspjäs
- Madsen 20 mm maskinkanon m/1938[2][3] – allmålspjäs

30 mm försök
- Hispano-Suiza HSS 825/30 (utvärdering)[4]

120 mm försök
- Bofors 120 mm tornautomatkanon L/46, kort Bofors TAK120 – allmålspjäs (utvärdering)